# Casarano Calcio 1984-1985
Questa pagina raccoglie le informazioni riguardanti il Casarano Calcio nelle competizioni ufficiali della stagione 1984-1985.

## Stagione
Lamberto Giorgis torna ad allenare la formazione Primavera del Foggia e, con il nuovo tecnico Amilcare Ferretti in panchina, il Casarano non riesce a ripetere lo strepitoso campionato precedente. I rossoblù sembrano una lontana parente della squadra ammirata l'anno scorso e chiudono il torneo con un anonimo ottavo posto.
Riescono tuttavia a riscattarsi in Coppa Italia di categoria, vincendo per la prima volta nella loro storia il trofeo, battendo nella doppia finale la Carrarese. Rocambolesco lo svolgimento delle due gare: a Carrara, nell'incontro di andata, sul punteggio di 0-0 un guasto all'impianto elettrico dello stadio costringe l'arbitro a sospendere la gara. Il giudice sportivo assegna la vittoria a tavolino per due a zero al Casarano al quale é sufficiente perdere di misura la gara di ritorno in Puglia (1-2) per alzare il trofeo.

## Rosa
| N. |                   | Ruolo | Calciatore        |
| -- | ----------------- | ----- | ----------------- |
|    | Italia (bandiera) | D     | Raffaele Barrella |
|    | Italia (bandiera) | D     | Michele Borriello |
|    | Italia (bandiera) | D     | Gaetano Coletta   |
|    | Italia (bandiera) | C     | Angelo Corsini    |
|    | Italia (bandiera) | A     | Stefano Di Biase  |
|    | Italia (bandiera) | C     | Giulio Ettorre    |
|    | Italia (bandiera) | D     | Silvano Fiorucci  |
|    | Italia (bandiera) | A     | Giuseppe Galli    |
|    | Italia (bandiera) | P     | Leopoldo Grimaldi |
|    | Italia (bandiera) | C     | Massimo Mariani   |

| N. |                   | Ruolo | Calciatore            |
| -- | ----------------- | ----- | --------------------- |
|    | Italia (bandiera) | P     | Giuseppe Moro         |
|    | Italia (bandiera) | C     | Fulvio Navone         |
|    | Italia (bandiera) | C     | Giampaolo Pellegrini  |
|    | Italia (bandiera) | A     | Cosimo Recchia        |
|    | Italia (bandiera) | A     | Fabrizio Sansonetti   |
|    | Italia (bandiera) | D     | Alessandro Scarabelli |
|    | Italia (bandiera) | D     | Giuseppe Secchi       |
|    | Italia (bandiera) | C     | Paolo Valori          |
|    | Italia (bandiera) | C     | Luigi Vento Cocomello |

## Risultati

### Campionato

#### Girone di andata
| 23 settembre 1984 1ª giornata | Salernitana | 0 – 0 | Casarano |  |

| 30 settembre 1984 2ª giornata | Casarano | 1 – 2 | Cosenza |  |

| 7 ottobre 1984 3ª giornata | Palermo | 1 – 0 | Casarano |  |

| 14 ottobre 1984 4ª giornata | Casarano | 1 – 0 | Akragas |  |

| 21 ottobre 1984 5ª giornata | Benevento | 0 – 0 | Casarano |  |

| 28 ottobre 1984 6ª giornata | Casarano | 0 – 0 | Messina |  |

| 4 novembre 1984 7ª giornata | Nocerina | 1 – 1 | Casarano |  |

| 11 novembre 1984 8ª giornata | Casarano | 3 – 0 | Foggia |  |

| 18 novembre 1984 9ª giornata | Casarano | 2 – 1 | Monopoli |  |

| 25 novembre 1984 10ª giornata | Francavilla | 2 – 1 | Casarano |  |

| 2 dicembre 1984 11ª giornata | Casarano | 2 – 2 | Barletta |  |

| 9 dicembre 1984 12ª giornata | Catanzaro | 3 – 0 | Casarano |  |

| 16 dicembre 1984 13ª giornata | Casarano | 0 – 0 | Ternana |  |

| 23 dicembre 1984 14ª giornata | Campania | 1 – 2 | Casarano |  |

| 6 gennaio 1985 15ª giornata | Casarano | 1 – 0 | Reggina |  |

| 13 gennaio 1985 16ª giornata | Cavese | 1 – 1 | Casarano |  |

| 20 gennaio 1985 17ª giornata | Casarano | 1 – 1 | Casertana |  |

#### Girone di ritorno
| 3 febbraio 1985 18ª giornata | Casarano | 1 – 0 | Salernitana |  |

| 10 febbraio 1985 19ª giornata | Cosenza | 0 – 0 | Casarano |  |

| 17 febbraio 1985 20ª giornata | Casarano | 1 – 1 | Palermo |  |

| 24 febbraio 1985 21ª giornata | Akragas | 2 – 0 | Casarano |  |

| 3 marzo 1985 22ª giornata | Casarano | 0 – 0 | Benevento |  |

| 10 marzo 1985 23ª giornata | Messina | 1 – 0 | Casarano |  |

| 17 marzo 1985 24ª giornata | Casarano | 0 – 0 | Nocerina |  |

| 24 marzo 1985 25ª giornata | Foggia | 0 – 0 | Casarano |  |

| 6 aprile 1985 26ª giornata | Monopoli | 0 – 0 | Casarano |  |

| 14 aprile 1985 27ª giornata | Casarano | 3 – 0 | Francavilla |  |

| 21 aprile 1985 28ª giornata | Barletta | 2 – 1 | Casarano |  |

| 5 maggio 1985 29ª giornata | Casarano | 0 – 0 | Catanzaro |  |

| 12 maggio 1985 30ª giornata | Ternana | 1 – 0 | Casarano |  |

| 19 maggio 1985 31ª giornata | Casarano | 1 – 1 | Campania |  |

| 26 maggio 1985 32ª giornata | Reggina | 1 – 0 | Casarano |  |

| 2 giugno 1985 33ª giornata | Casarano | 2 – 1 | Cavese |  |

| 9 giugno 1985 34ª giornata | Casertana | 1 – 0 | Casarano |  |